# Покровская улица (Мелитополь)
Покровская улица (укр. Покровська вулиця) — улица в Мелитополе, в центральной части города.
До 1929 года нынешняя Покровская улица состояла из двух отдельных улиц: Фёдоровской (впервые упоминается 14 февраля 1897 года) и Кузнечной (упоминается в апреле 1890 года).
9 мая 1901 года городской управой был заключён договор с инженером Хлобобощиным об устройстве центральной электрической станции. Для этого был предоставлен участок в 60 кв. саженей на Кузнечной улице возле рыбного базара.
25 октября 1921 года Фёдоровская улица была переименована в честь А. В. Луначарского (1875—1933), первого наркома просвещения СССР. В то же время Кузнечная улица стала Пролетарской.
17 июня 1929 года улица Луначарского была продолжена за счёт переименования Пролетарской улицы.
18 августа 1966 года в улицу Луначарского был также включён переулок Фрунзе (возле Мелькрупзавода). Позже на части улицы были созданы промышленные территории, в результате чего в настоящее время она состоит из двух несвязанных между собой участков.
В 2016 г. улицу Луначарского переименовали, согласно закону о декоммунизации, в Покровскую.
Первый участок начинается от улицы Дмитрия Донцова, пересекает улицы Старогородскую, Александра Невского, Михаила Грушевского, Гетмана Сагайдачного, Чернышевского, проспект Богдана Хмельницкого и оканчивается за перекрёстком с Волынским переулком.
Второй участок Покровской улицы отделён от первого расстоянием 900 метров. Он начинается от улицы Воинов-Интернационалистов, пересекает улицу Александра Чигрина и заканчивается перекрёстком с нечётной стороной Линейной улицы.